# 스테차크

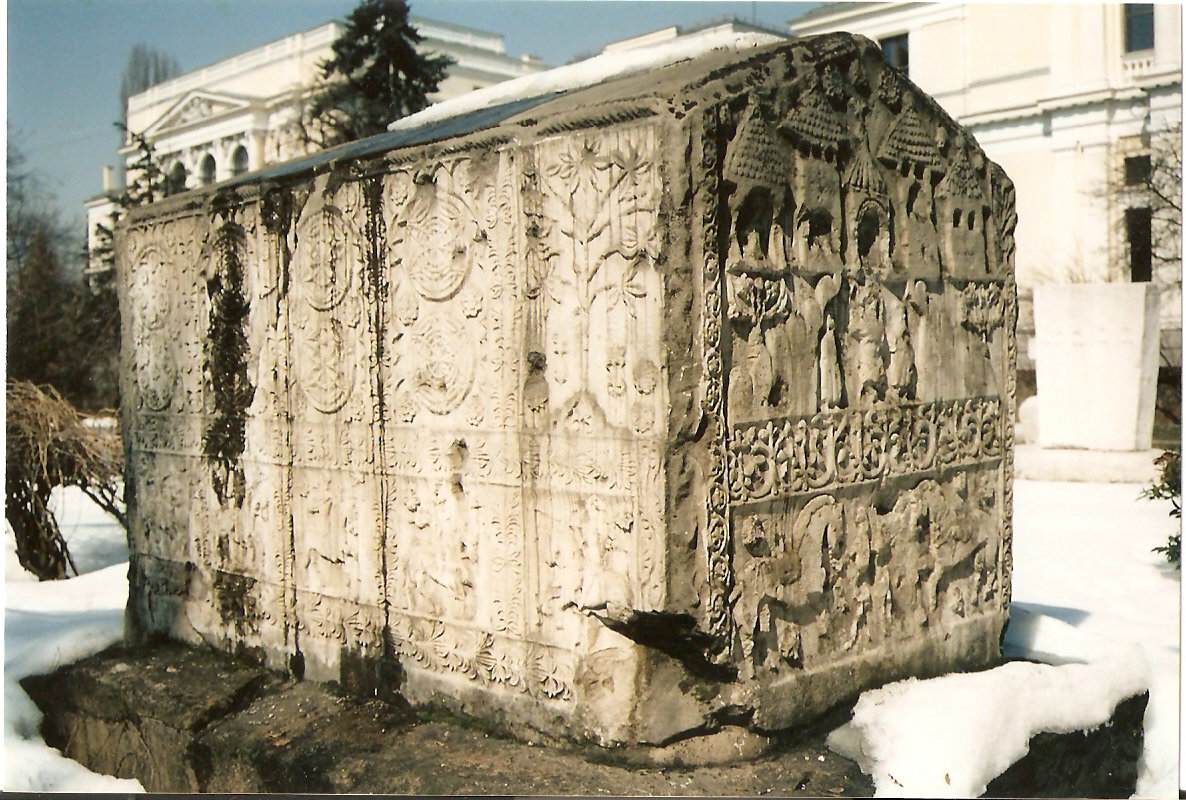
국립 사라예보 박물관 앞의 스테차크

스테차크(보스니아어: Stećak,복수형:Stećci)는 보스니아 헤르체고비나 전역에 흩어져 있는 중세양식의 독특한 돌무덤이다. 보스니아 이외에 보스니아와 가까운 접경지대의 세르비아,몬테네그로,크로아티아 일부에도 있다. 보스니아 영토 내에는 6만, 그 밖의 지역에 약 만 곳의 돌무덤이 있다. 스테차크 양식의 돌무덤은 11세기 보스니아에서 발생하여 14,15세기에 절정을 이루었으나, 그 이후 이 지역이 오스만 제국의 지배에 들어가면서 없어졌다. 2009년에는 유네스코가 지정한 세계문화유산 후보에 오르기도 하였다. 무덤 재료인 돌의 겉면에 여러 가지 영감적 장식을 꾸민 것이 특징으로, 다른 남슬라브족 국가와 구별되는 보스니아 지역의 독자적 문화라 할 수 있다.

## 같이 보기
- 보고밀파

## 참고 문헌
- 김철민(2005),보스니아의 역사,한국외국어대학교 출판부 ISBN 89-7464-343-X